# Красноярка (Усть-Пристанский район)
Красноярка — село в Усть-Пристанском районе Алтайского края. Административный центр Красноярского сельсовета.

## История
Основано в 1695 году. В 1926 году в село Красноярское состояло из 409 хозяйств. В национальном составе населения того периода преобладали русские. Действовали школа I ступени и лавка общества потребителей. В административном отношении являлось центром Красноярского сельсовета Пристанского района Бийского округа Сибирского края.

## Население
| 1926  | 1997  | 1998  | 1999  | 2000  | 2001  | 2002  | 2003 | 2004 | 2005 | 2006 |
| ----- | ----- | ----- | ----- | ----- | ----- | ----- | ---- | ---- | ---- | ---- |
| 1937  | ↘1136 | ↘1101 | ↘1082 | ↘1075 | ↘1070 | ↘1025 | ↘950 | ↗985 | ↗987 | ↗997 |
| 2007  | 2008  | 2009  | 2010  | 2011  | 2012  | 2013  |      |      |      |      |
| ↗1002 | ↘994  | ↘786  | ↘751  | ↘746  | ↘725  | ↘698  |      |      |      |      |

Национальный состав
Согласно результатам переписи 2002 года, в национальной структуре населения русские составляли 90 %.